# Got Milk?

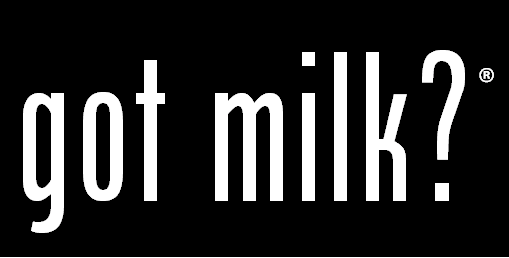
Logo actual.

Got Milk? (en español ¿tienes leche?) es una campaña publicitaria estadounidense para promover el consumo de leche de vaca. Fue creada por la agencia de publicidad Goodby Silverstein & Partners para California Milk Processor Board en 1993, y posteriormente se permitió su uso a otros productores lácteos. La campaña consiguió recuperar las ventas de leche.
En Chile, la agencia Leniz & Lobato ha realizado una campaña similar desde el año 2004 para la Federación Nacional de Productores de Leche. Estas han sido protagonizadas por diferentes personajes del medio artístico y deportivo local, como la modelo Marlen Olivari, el antipoeta Nicanor Parra, la actriz Fernanda Urrejola, el locutor Rumpy, el grupo musical Chancho en Piedra, el cantante Luis Jara y el futbolista Jorge Valdivia. El lema principal es «Yo tomo (leche)».